# Actinonema grafi
Actinonema grafi is een rondwormensoort uit de familie van de Chromadoridae. De wetenschappelijke naam van de soort is voor het eerst geldig gepubliceerd in 1991 door Jensen.